# Shen (estat)
L'Estat de Shen (xinès tradicional: 申國, xinès simplificat: 申国, pinyin: Shēn Guó) va ser un estat vassall xinès durant la Dinastia Zhou (1046 – 221 aEC) governat per la família Jiāng (薑/姜) com un comtat. A començaments del període de Primaveres i Tardors l'Estat de Shen va ser annexionat per l'Estat de Chu i es convertí en un dels seus comtats.

## Territori
Localitzat entre els estats Chén i Zhèng, l'Estat de Shēn es trobava al sud dels actuals comtats de Huáiyáng i Xīnzhèng a Província de Henan. La capital de l'estat es va situar en el Comtat Wăn (宛县) , Nányáng limitant pel nord amb el Pas de Mingè (冥厄關/冥厄关)  i pel sud amb el Riu Huai.

## Història
La història de l'Estat de Shen va començar amb la concessió del Comtat de Shen (més tard Marquesat) el qual descendia de la línia matriarcal dels Reis Zhōu Kings. Durant el regnat del King Xuān de Zhōu (827 – 782 aEC), al Comte de Shēn se li van concedir el títol i les terres de l'oncle matern del Rei Xuān en l'antic Estat de Xiè (謝國/谢国).

## Anotacions
1. ↑  Wan (宛) encara es fa servir com a abreviació per Nányáng
2. ↑  A la frontera entre l'actual Guangshui, Hebei i Xinyang, Henan.